# Distrito de Esenler

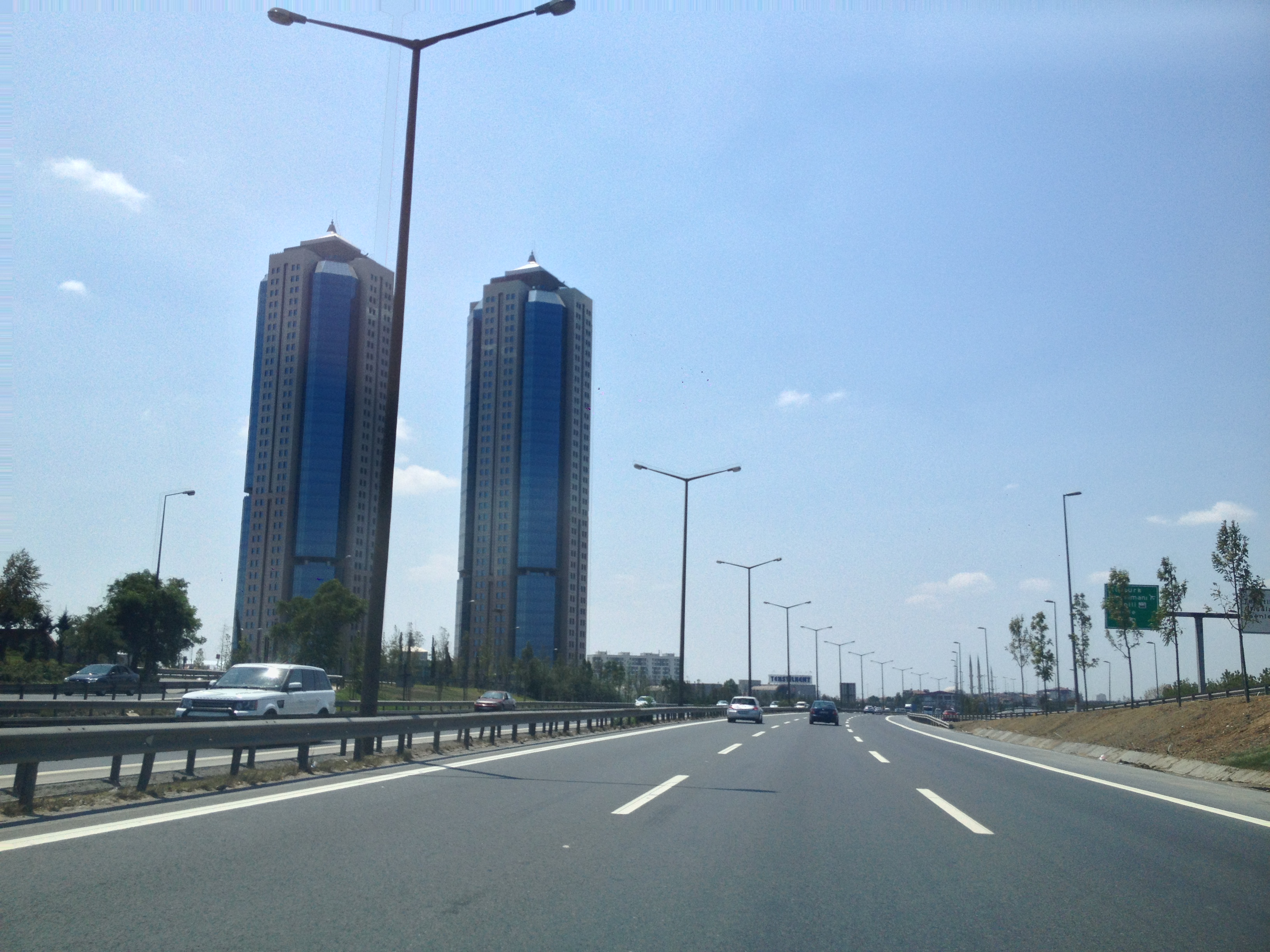
Tekstilkent Towers in Esenler district

Esenler es un distrito de Estambul, Turquía, situado en la parte europea de la ciudad. Cuenta con una población de 464.557 habitantes (2008).

## Historia
Durante el periodo otomano, se encontraba fuera de las murallas de la ciudad y en la zona se hallaban los pueblos de Litros y Avas, habitados por granjeros griegos. Estos fueron deportados con el intercambio de población que se produjo con la fundación de la República Turca, siendo ocupada la zona con turcos procedentes de Macedonia. Actualmente sobreviven restos arquitectónicos de importancia, como algunas fuentes y las ruinas de una iglesia en el interior de la estación de autobuses.

## Esenler en la actualidad
Muchas de las personas que migraron a Estambul entre los años 1960 y 1990 se instalaron en distritos como Esenler, por lo que las infraestructuras han acabado resultando insuficientes ante el rápido crecimiento de la población y la lenta reacción de las autoridades.
En Esenler se encuentra la principal terminal de autobuses de la parte europea de la ciudad.